# St. Johannes der Täufer (Isling)

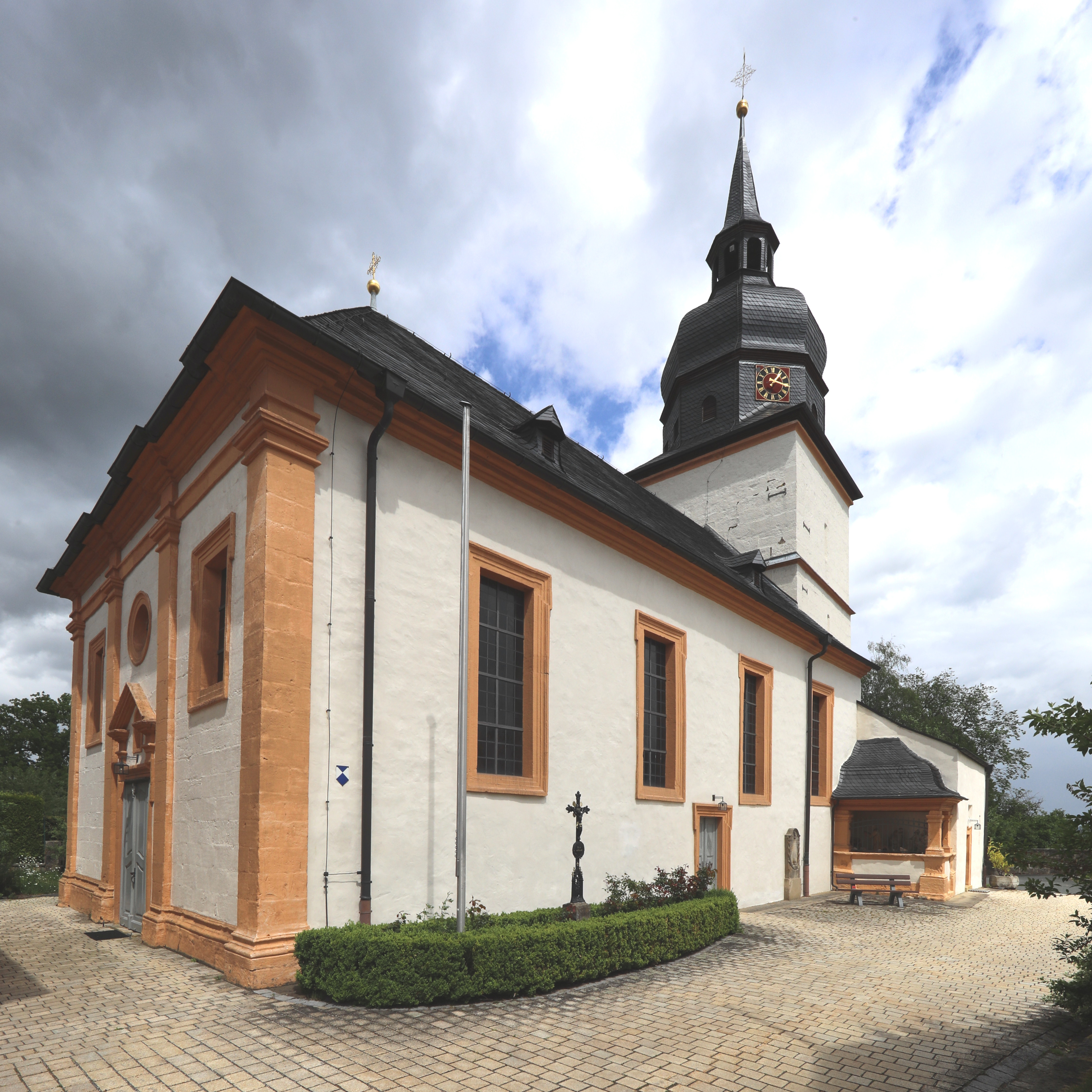
Pfarrkirche St. Johannes der Täufer in Isling, Südwestseite

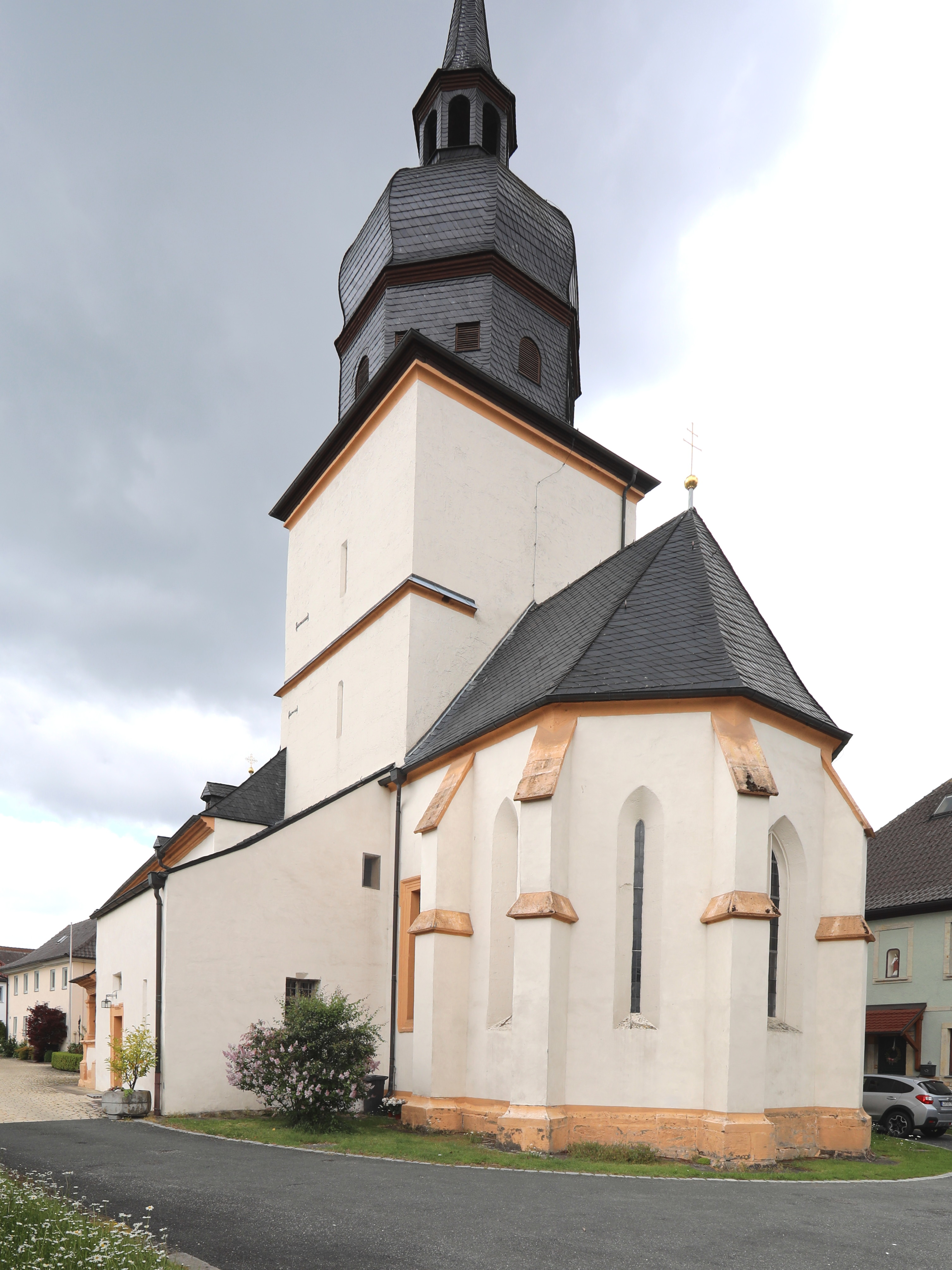
Südostseite

Die römisch-katholische Pfarrkirche  St. Johannes der Täufer in Isling, einem Gemeindeteil des oberfränkischen Kreisstadt Lichtenfels im Landkreis Lichtenfels, stammt im Kern aus der Zeit um 1300. Die Kirche gehört zum Seelsorgebereich Lichtenfels-Obermain im Dekanat Coburg des Erzbistums Bamberg.

## Baugeschichte
Die Pfarrei Isling wurde wohl schon im frühen Mittelalter gegründet. Im Jahr 1182 gehörte sie noch zum Bistum Würzburg. Der Chor und der Vorchor werden auf die Zeit um 1300 datiert. Die Sakristei entstand etwas später. Im Jahr 1314 ordnete der Bischof von Bamberg Wulfing von Stubenberg die Pfarrkirche dem Kloster Langheim zu.
Ein Brand im Dreißigjährigen Krieg zerstörte bereichsweise das Gotteshaus. Im Jahr 1654 war der Wiederaufbau des verlängerten Langhauses abgeschlossen. Umfangreiche Umbauten und eine Neuausstattung im Stil des Barock ließ die Gemeinde ab 1724 durchführen. Dabei wurden unter anderem das Langhaus und das Turmobergeschoss neu errichtet und das Chorgewölbe sowie die Gewölberippen im Vorchor entfernt. Der Chorbogen und der Bogen zwischen Chor und Vorchor wurden vergrößert.:S. 61 
Restaurierungen erfolgten unter anderem 1960/1961 und 2022.

## Baubeschreibung
Die Kirche steht am nordöstlichen Ortsrand. Eine Besonderheit für den Landkreis ist die Anordnung des Kirchturmes, der im Sockelgeschoss einen Vorchor beherbergt. Der Chorturm steht zwischen dem westlich angeordneten Langhaus und dem östlich anschließenden Chor mit einem Joch und einem Fünfachtelschluss. Die verputzte Fassade ist mit Strebepfeilern besetzt. Den Chorraum überspannt eine Flachdecke mit einer Hohlkehle am Rand und belichten spitzbogige, hohe Fenster. Rechteckige Fenster mit profilierten und geohrten Sandsteinrahmungen befinden sich im Chorjoch. Ein runder Bogen öffnet den Chorraum zum Vorchor unter dem Turm, den ein Kreuzgratgewölbe überspannt. Der eigentliche Chorbogen, als Zugang zum Langhaus, ist ebenfalls ausgerundet. Eine Flachdecke über einer Hohlkehle am Rand überspannt das Langhaus mit seinen vier Fensterachsen. Im Innenraum steht auf sechs geschwellten Säulen eine eingeschossige Holzempore an der Westseite und an den drei westlichen Achsen der Seitenwände. Die Brüstungen sind mit Malereien verziert. Die Sandsteinrahmungen der rechteckigen Fenster in den Seitenwänden und der Nordtür sind profiliert und geohrt. Die Westfassade gliedern toskanische Pilaster, Sockel und Gesims aus unverputzten Sandsteinquadern in drei Abschnitte. Das Portal in der Mitte und die beiden Rechteckfenster in den seitlichen Achsen sind mit geohrter und profilierter Rahmung versehen. Über dem Portal befinden sich eine leere Figurennische, eingerahmt von einem flachen Giebel, und ein querovales Fenster. Das verschieferte Langhausdach ist gegen Westen abgewalmt.:S. 62
Der rechteckige Kirchturm besteht aus drei durch Kehlgesimse getrennten, massiven Geschossen mit Schlitzfenstern. Darüber befindet sich ein achtseitiges, hölzernes, verschiefertes Obergeschoss mit der Glockenstube und Schallfenstern. Es folgt eine geschwungene Kuppel, eine offene Laterne und ein Spitzhelm, bekrönt von Turmknauf, Kreuz und Wetterhahn. Eine eingeschossige Sakristei mit Pultdach ist an die Turmsüdseite angebaut. Den Innenraum überspannt ein Kreuzgewölbe. Im Winkel zwischen Langhaus und Sakristei steht eine Ölberggruppe, die 1734 entstand. Drei Sandsteinpfeiler tragen das geschwungene Schieferdach.:S. 62

## Ausstattung

Chorraum

Der marmorierte Holzaufbau des Hochaltars stammt von 1726 und ist eine Schreinerarbeit von Georg Balthasar Kraus. Die Bildhauerarbeiten könnten von Johann Georg Stöhr stammen. Das von zwei runden Freisäulen eingerahmte Altarblatt stammt aus dem 19. Jahrhundert und zeigt die Verleihung des Skapuliers an den heiligen Simon Stock. Im Altarauszug, oberhalb vom Wappen des Langheimer Abtes Gallus Knauer, befindet sich eine Reliefgruppe der Trinität im Strahlenkranz. Zwischen dem linken Säulenpaar steht die weiß und golden gefasste Holzfigur des heiligen Josef und dem rechten die des heiligen Johannes des Täufers. Den linken Altarabschluss bildet die weiß und golden gefasste Holzfigur des heiligen Bernhard und rechts des heiligen Benedikt.:S. 63
Die marmorierten Holzaufbauten der Seitenaltäre entstanden 1728. Die Schreinerarbeiten mit vergoldetem Band- und Laubwerkdekor sind von Georg Balthasar Kraus. Die Bildhauerarbeiten werden dem Würzburger Bildhauer Franz Anton Schlott zugeschrieben. Die Altarblätter stammen von Paul Klier. Das linke zeigt die Schlüsselübergabe, darüber im Auszug das Monogramm Mariä, und das rechte die Vierzehn Nothelfer, darüber das Monogramm Jesu. Weiß und golden gefasste Holzfiguren rahmen die Altarblätter ein, beim linken die Heiligen Zacharias und Elisabet und beim rechten die Heiligen Sebastian und Johann Nepomuk.:S. 63
Bei der Kanzel von 1728 waren vermutlich die gleichen Künstler wie bei den Seitenaltären tätig. Sie besteht aus einem marmorierten Holzaufbau mit vergoldetem Girlandendekor. Vor dem polygonalen Korb befinden sich Sitzfiguren der vier Evangelisten. Der Erzengel Michael bekrönt den Schalldeckel.:S. 64
Das aus Sandstein bestehende achtseitige Taufbecken wird auf das 15. oder 16. Jahrhundert datiert. Auf dem Becken befindet sich eine Figurengruppe der Taufe Christi. Die Arbeit aus dem zweiten Viertel des 18. Jahrhunderts stammt wohl auch von Franz Anton Schlott.
Die Stuckaturen an den Wänden und Decken bestehen aus reichem Bandelwerk mit Laubwerk und Muscheln. Über dem Bogen zum Vorchor befinden sich drei Kartuschen und über dem Chorbogen ist das Wappen des Langheimer Abtes Knauer angebracht. Die Gemälde an den Brüstungen stammen aus der zweiten Hälfte des 18. Jahrhunderts und zeigen vierzehn Stationen des Kreuzweges. Die Malereien an den Decken unter den Emporen werden zum Teil auf das Jahr 1724 datiert. Ein anderer Teil dürfte von einem Zyklus des 17. Jahrhunderts stammen.:S. 63